# Вовока
Вово́ка (англ. Wovoka; 1856 — 20 сентября 1932) — пайютский религиозный деятель, пророк и основатель мессианского движения Пляска Духа, также был известен как Джек Уилсон (англ. Jack Wilson).

## Биография
Вовока родился приблизительно в 1856 году в Неваде, к юго-востоку от города Карсон-Сити. Его имя в переводе с языка пайютов означает Резатель. Отец Вовоки, Тавибо или Белый Человек, был религиозным лидером своего племени и именно его учение послужило фундаментом, на котором его сын построил и развил в дальнейшем ставшее столь популярным мессианское движение.
После смерти отца в 1870 году Вовока воспитывался в семье белого фермера, Дэвида Уилсона, который дал ему имя Джек Уилсон. Семья Дэвида и Мэри Уилсон была религиозной, от них Вовока узнал о Библии и христианском учении.
В 1888 году Вовока заболел лихорадкой. Во время болезни он имел видение, изменившее его дальнейшую жизнь. Во сне он говорил с Творцом, который сказал ему, что он должен вернуться на землю и проповедовать доктрину любви и мира, подготовить индейцев к приходу мессии, обучив их особым обрядам, основную часть которых составляли песнопение и круговая пляска. Приверженцев нового учения ожидало избавление от белых людей, которые должны были исчезнуть, а мёртвые индейцы возвратиться на землю вместе с огромными бизоньими стадами. Случившееся в 1889 году полное солнечное затмение стало дополнительным подтверждением справедливости учения для индейцев.
В течение последующих двух лет к Вовоке приезжали сотни паломников, слушавших его проповеди. За непродолжительный срок мессианское движение охватило большинство племён запада США. Самыми яростными сторонниками движения оказались индейцы лакота. Несмотря на мирную направленность проповедей Вовоки, некоторые лидеры лакота истолковали его идеи по-своему. Они уверяли, что каждый, кто носит украшенные защитными амулетами рубахи духов, становится неуязвим, и пули солдат не смогут причинить им вреда. Правительство США направило войска на подавление выступлений приверженцев Пляски Духа. После трагических событий в декабре 1890 года вера индейцев в истинность пророчеств Вовоки была подорвана и исполнение обрядов постепенно прекратилось. Сам Вовока до конца жизни продолжал верить в истинность Пляски Духа.
Скончался Вовока 20 сентября 1932 года и был похоронен в городе Шурц, штат Невада.

## В кино
- «На Запад» (телесериал) — режиссеры Роберт Дорнхельм, Джереми Подесва и др. (США, 2005); в роли Вовоки — Джонатан Джосс.
- «Похороните мое сердце у Вундед Ни» (Bury My Heart at Wounded Knee) — режиссер Ив Симоно (США, 2007); в роли Вовоки — Уэс Стьюди.